# جيوفاني لومباردي (مهندس)
جيوفاني لومباردي هو مهندس سويسري، ولد في 28 مايو 1926 في لوغانو في سويسرا، وتوفي في 22 مايو 2017 في مونت كارلو في موناكو.